# La Nouvelle Revue de l'Inde
La Nouvelle Revue de l'Inde, anciennement La Revue de l'Inde, créée en 2005, est une revue généraliste ayant pour objectif de faire comprendre la réalité indienne dans sa complexité et dans sa différence. 

## Histoire
Fondée en 2005 sous le titre La Revue de l'Inde, la revue a publié 9 numéros chez Les Belles Lettres, avant qu'une nouvelle version ne soit publiée à partir de 2009 chez L'Harmattan sous le nom de La Nouvelle Revue de l'Inde.
Dans son second numéro, publié en janvier-mars 2006, la revue cherche à faire connaître le marché indien et promouvoir une « Inde libérale, démocratique, pro-occidentale et formidablement humaniste ». Pour Le Monde diplomatique, si de nombreuses voix officielles s'y expriment, l’ensemble permet de saisir les évolutions économiques et culturelles de l'Inde. 
La revue a produit des numéros sur l'économie indienne, le yoga, le Cachemire, le bouddhisme tibétain, le tourisme mythique et l'indianisme et, selon le blogue Un Livre à lire, comble une lacune des médias francophones en éclairant les divers facettes de la civilisation indienne.

## Ligne éditoriale
La ligne éditoriale de la revue est marquée par son éclectisme et la diversité de ses articles.

## Collaborateurs
François Gautier est le rédacteur en chef de la Nouvelle Revue de l'Inde. Claude Arpi a dirigé la revue quand elle était simplement La Revue de l'Inde. 
En 2007, Ekta Bouderlique est une journaliste pigiste.
L'écrivain Philippe Pratx en est journaliste culturel et webmestre et fait partie du comité de rédaction avec Arunima Choudhury, Claire Argouin, Jean-Yves Lung, Roberto Caputo et Jean-Denis Ardoin.